# A52 (Groot-Brittannië)
De A52 is een 233 km lange hoofdverkeersweg in Engeland.
De weg Verbindt Newcastle-under-Lyme via Stoke-on-Trent, Ashbourne, Derby, Nottingham, Grantham, Boston en Skegness met Mablethorpe.

## Hoofbestemmingen
- Stoke-on-Trent
- Ashbourne
- Derby
- Nottingham
- Grantham
- Boston
- Skegness
- Mablethorpe